# El Pedregal, Cosamaloapan de Carpio
El Pedregal är en ort i Mexiko.   Den ligger i kommunen Cosamaloapan de Carpio och delstaten Veracruz, i den sydöstra delen av landet, 400 km öster om huvudstaden Mexico City. El Pedregal ligger 22 meter över havet och antalet invånare är 131.
Terrängen runt El Pedregal är mycket platt. Runt El Pedregal är det ganska tätbefolkat, med 86 invånare per kvadratkilometer. Närmaste större samhälle är Tuxtepec, 18,2 km sydväst om El Pedregal. Trakten runt El Pedregal består till största delen av jordbruksmark.